# Tontrommel (Archäologie)

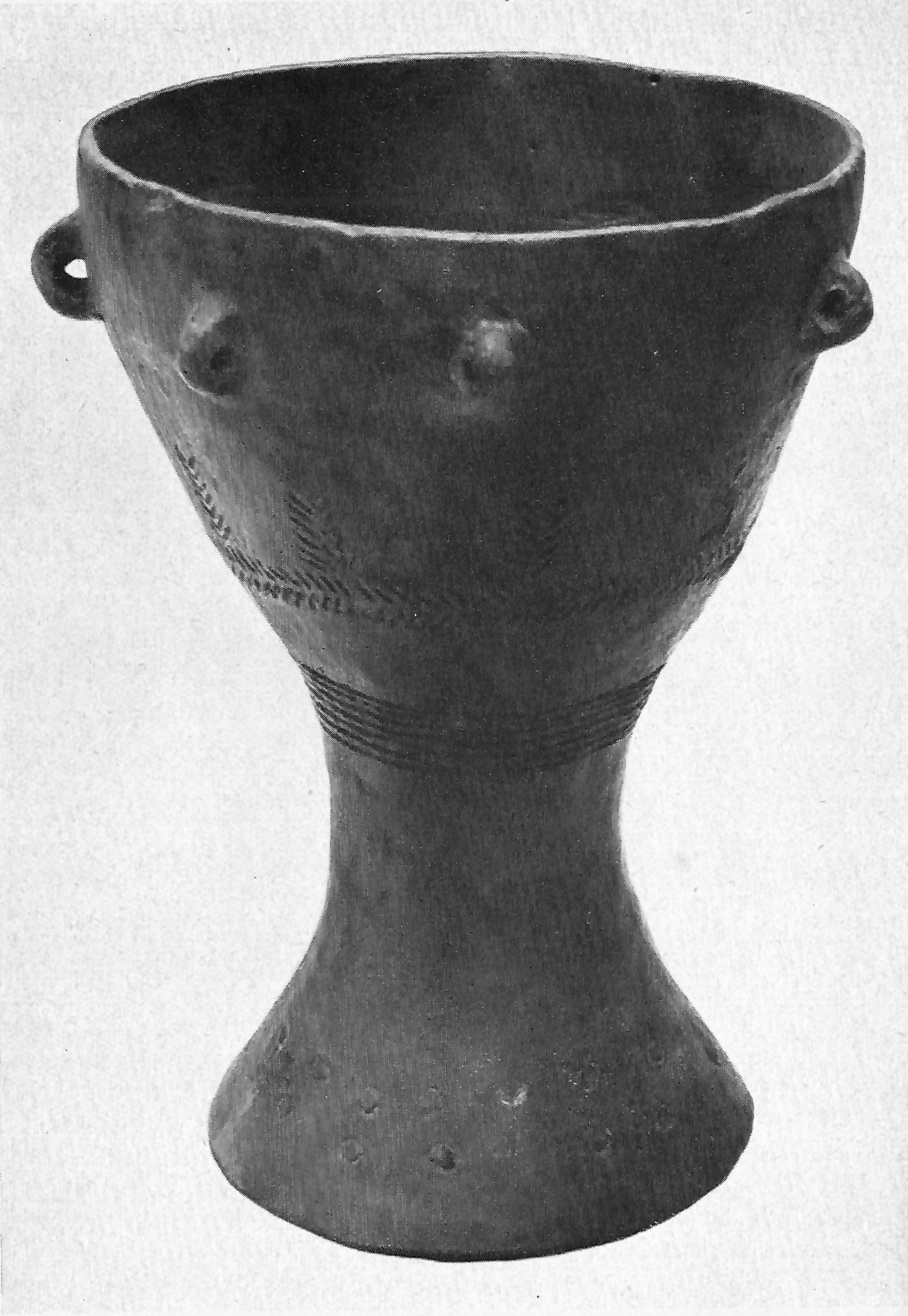
Tontrommel aus dem Angelhochgrab

Neolithische Tontrommeln sind sanduhr- oder becherförmige Keramikobjekte ohne Böden, die am breiteren oberen Rand umlaufend mit einem Kranz von bis zu 15 Ösen versehen sind. Nach der Korpusform gehören die Tontrommeln zu den einfelligen Bechertrommeln. Sie sind typisch für die Südostgruppen der Trichterbecherkultur (TBK), insbesondere die Walternienburg-Bernburger Kultur, sind aber auch bei den südlichen Nachfolgegruppen der Michelsberger Kultur zu finden. Sie sind oft reich verziert und werden im Gegensatz zu Kragenflaschen oft in zerscherbtem Zustand angetroffen.

## Fundorte
Etwa 310 Funde, Fragmente sowie komplette oder rekonstruierbare Trommeln, kommen aus dem Raum der Bernburger-, Salzmünder- und Walternienburgerkultur. 30 weitere aus Böhmen, Mähren und Kujawien (Lustig 2002, S. 172)
Etwa 200 Tontrommeln fanden sich in deutschen Megalithanlagen (z. B. Barskamp, Oldendorf im Landkreis Lüneburg), in Siedlungen der Walternienburg-Bernburger Kultur (auf der Dölauer Heide) und in Totenhütten. Aus Hornsömmern in Thüringen stammen reich verzierte Tontrommeln. Auch vom unterfränkischen Gräberfeld von Großeibstadt stammt eine reich verzierte Tontrommel. Für die Wartbergkultur sind sie z. B. in den Galeriegräbern von Calden und Warburg belegt. Etwa 20 Exemplare stammen aus Dänemark, Kujawien und Tschechien.

## Kulturelle Einordnung
Die bisher gefundenen bikonischen oder becherförmigen Tontrommeln gehören zu mehreren endneolithische Kulturen: Kugelamphoren-Kultur, Trichterbecherkultur, darunter die Gruppen Walternienburg-Bernburger Kultur, Havelländische Kultur, Salzmünder Kultur, Schönfelder Kultur und Wartberg-Kultur.

## Kalenderritzungen
Einige Trommeln führen eingeritzte Kalendermarkierungen des Mond-Sonnenjahres. Besonders schön ist die Trommel von Hornsömmern im Unstrut-Hainich-Kreis, mit deutlichem Dekor von Strichelungen, die sich als Kalendermarkierungen ausweisen. Eine Nachbildung ist im Thüringischen Landesmuseum in Weimar zu bewundern. Eine der Kalender-Trommeln wurde als Briefmarke der DDR von 1970 vorgestellt.

## Deutung
Hermann Müller-Karpe warf 1974 die Frage auf, ob es sich bei den Trommeln tatsächlich um Musikinstrumente handele. Es kann sich auch um Trichter für Libationsopfer handeln, über deren Öffnung kein Fell, sondern ein Tuch gespannt war. Funde in Großeibstädt verwiesen auf die Einbringung einer nicht näher bestimmbaren Flüssigkeit. Diese Einschätzung konnte sich bisher nicht durchsetzen.

## Filme
- Klänge aus der Vergangenheit | Museum Exklusiv. Einblicke in die Studiensammlung. Landesmuseum für Vorgeschichte Halle. In: YouTube. 8. Juni 2023, abgerufen am 8. Juni 2023.